# Rödpannad vägstekel
Rödpannad vägstekel (Agenioideus ciliatus) är en stekelart som först beskrevs av Amédée Louis Michel Lepeletier 1845.  Rödpannad vägstekel ingår i släktet slankvägsteklar, och familjen vägsteklar. Enligt den svenska rödlistan är arten starkt hotad i Sverige. Arten förekommer på Gotland. Artens livsmiljö är skogslandskap, jordbrukslandskap, havsstränder, stadsmiljö.